# Rubens Espírito Santo

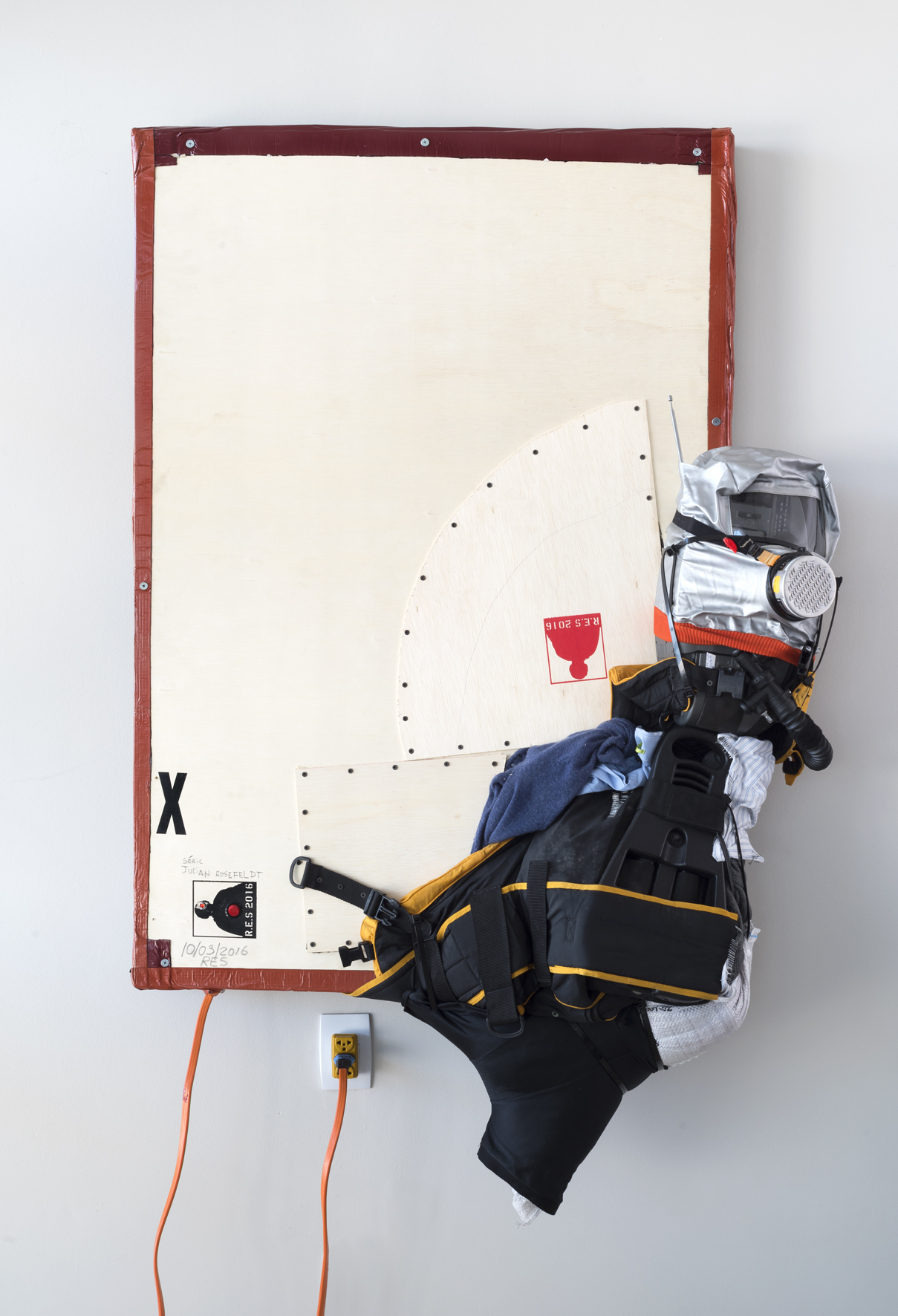
Desenho de Rubens Espírito Santo.

Rubens Espírito Santo ou RES (São José dos Campos, 29 de agosto de 1966) é um artista visual .
Condenação por violação sexual
Rubens Ferreira do Espírito Santo, fundador do Atelier do Centro, foi condenado a 15 anos de prisão em regime fechado por violação sexual mediante fraude contra três ex-alunas. A sentença foi proferida pela juíza Roberta Hallage Gondim Teixeira, da 4ª Vara Criminal de São Paulo, em 26 de novembro de 2024. Rubens, que responde ao processo em liberdade, poderá recorrer da decisão de primeira instância.
As acusações contra Rubens vieram à tona através do podcast "O Ateliê", produzido pelo jornalista Chico Felitti, em janeiro de 2023. Uma das vítimas, a artista plástica Mirela Cabral, relatou no programa abusos que teriam ocorrido durante o período em que frequentava a escola de arte. Além disso, Rubens foi acusado de promover violência física, sexual e psicológica, além de exploração financeira de seus alunos. O podcast também trouxe denúncias de ex-alunos que compararam a instituição a uma seita.
Em resposta às denúncias, Rubens divulgou uma carta negando as acusações e afirmando que os acontecimentos descritos ocorreram em um contexto artístico, embora tenha pedido desculpas por "eventuais excessos". A escola foi fechada logo após a repercussão do podcast e não voltou a operar sob o mesmo nome.
O caso ganhou maior notoriedade com a cobertura de Chico Felitti, que comentou recentemente sobre a condenação em suas redes sociais. O jornalista explicou que retirou o podcast das plataformas a pedido das vítimas, que desejavam seguir suas vidas sem serem permanentemente associadas ao caso.
A condenação de Rubens Espírito Santo marca um desfecho parcial para o escândalo, ainda que o réu tenha o direito de recorrer da decisão.

## Prêmios
- 2roAc - Secretaria da Cultura - São Paulo - Gesamtkunstwerk
- 2007 PAC (Programa de ação cultural) 13 - Governo do Estado de São Paulo: Exposição Cabana 7 na Pinacoteca do Estado de São Paulo[4]
- 2005 - Rumos Itaú Cultural [5]
- 2005 - Bolsa Iberê Camargo
- 2000 - Programa de exposições CCSP[6]
- Finalista do Prêmio Marcantonio Vilaça
- Edital Centro Universitário Maria Antônia da USP

## Formação
- 1984: Estudos de Teoria da Literatura com o Mestre em Literatura Espanhola Rubens Eduardo Frias
- 1985 - 1989: Semiótica com a Prof. e Doutora Sônia Leal Guedes do Nascimento
- 1988 - 1991: Estética e filosofia com o astrofísico alemão e filósofo da arte Dr. Christophe Kotanyi,[7] filho do filósofo húngaro Attila Kotanyi, discípulo do filósofo húngaro Lajos Szabó
- 1988 - 2004: Instituto de Teologia e Filosofia Santa Teresinha / São José dos Campos / SP
- 1989 - 1991: Curso de filosofia no Instituto Superior de Filosofia Santa Terezinha
- 1989 - 1990: Atelier de gravura do Museu Lasar Segall
- 2005: Curso de teoria da arte com Prof. e Historiador belga Thierry de Duve

## Exposições
- 2019 Exposição Méthodo - Galeria Emma Thomas[8]
- 2018 Cabana Frei Otto na Fundação Marcos Amaro (FAMA) em Itu, São Paulo[9][10][11]
- 2018 Participação na SP Foto
- 2018 Participação na ArtRio
- 2017 Cabana Garrapata - Barcelona - Espanha
- 2017 Feira Parte
- 2009 Cabana Extemporânea - Funarte SP[12][13]
- 2008 Exposição Atelier do Centro[14]
- 2008 Exposição de gravura no Atelier do Centro – Secretaria Municipal de Cultura - Lei de Incentivo Fiscal
- 2007 Cabana 9 – CCSP[15]
- 2007 Cabana 10 – Casa de Cultura Raul Seixas
- 2007 Bar do Museu de Arte de São Paulo – Desenhos e Gravuras - AAMAM
- 2007 Cabana 11 - CCSP
- 2007 Cabana 8 - DIAMANTINA – UFMG / 39º Festival de Inverno – Um Projeto de Arte e Filosofia – Territórios Híbridos/ MG
- 2007 Cabana 6 - Pinacoteca do Estado de São Paulo / SP - Prêmio PAC 13 – Governo do Estado de São Paulo
- 2007 Exposição Relevos - Galeria Baró Cruz - Premiação[16][17]
- 2007 Spa das artes – Arte Contemporânea: Teoria e prática. Bolsa de Incentivo a formação.
- 2007 Oniforma – CCSP
- 2007 Labirintos da Linguagem - Sesc Carmo – Espaço Transitório
- 2007 Salão Quasiarte – Cabana 7 – Teatro Francisco Nunes, Belo Horizonte, MG
- 2006 Aula de Plástica I - Atelier 397[18]
- 2006 Aula de Plástica II - Ceuma – Maria Antonia
- 2006 Bienal Paralela[19]
- 2006 IIIª Paralela 2006 – SP / Prédio da Prodan – Parque Ibirapuera (Curadoria Daniela Bousso)
- 2006 Arco – Espanha
- 2006 Art-Forum Berlim – Alemanha
- 2006 SP Arte – Feira de Arte Contemporânea de São Paulo
- 2006 Geração da Virada 10+1: os anos recentes da arte brasileira - Tomie Ohtake (Curadoria Agnaldo Farias e Moacir dos Anjos)[20]
- 2005 Exposição Alaska – Galeria Baró Cruz – SP
- 2005 SP Arte
- 2005 Arteba - Argentina
- 2004 Eixo do mundo – Helena Calil – SP
- 2003 Galeria SESC Paulista – SP[21]
- 2002 Bienal Nacional de Santos - Centro Cultural Patrícia Galvão
- 2000 Programa de Exposições - CCSP

## Eventos
- Seminário Internacional Joseph Beuys: A Revolução Somos Nós - Sesc Pompeia[22]
- 2015 - Minicurso O que é absolutamente urgente pensar em arte contemporânea? Uma homenagem a Aby Warburg - Paço das Artes - USP[23]
- 2007 Spa das Artes - Recife[24]

## Sobre a obra de Rubens Espírito Santo
- 2019 - Méthodo RES: plástica + pedagogia + filosofia, organizado e editado por Lila Loula [25]
- 2017 - Christophe Kotanyi: Talento: sobre a antipedagogia de Rubens Espírito Santo
- 2015 - Anna Israel: Sobre a natureza íntima da arte: Relatórios das aulas de Rubens Espírito Santo[26]
- 2008 - Chistophe Kotanyi: O retrato do retrato de Rubens Espírito Santo – Berlim – Alemanha
- 2008 - Sergio Bolliger: O caminho do artista
- 2008 - Ângela Castelo Branco: Meu depoimento
- 2007 - Revista da Folha de S.Paulo: O que sobra vira arte, 22 de julho de 2007
- 2007 - Nilcéia Moraleida: Cabanas
- 2007 - Grupo de Estudos Teóricos de Arte da Pinacoteca – Cabana n º6 – Prêmio Pac 13
- 2007 – Agnaldo Farias e Moacir dos Anjos: Geração da Virada Instituto Tomie Ohtake.
- 2006 - José Augusto Ribeiro: Aula de Plástica II ou Instituição da Arte – Centro Cultural Maria Antonia da Usp
- 2006 - Rafael Campos Rocha: Rubens Espírito Santo - 3ª paralela
- 2006 - Folha de S.Paulo, Os dez Mais: Instalação: Aula de Plástica
- 2006 - Folha de S.Paulo, Ilustrada: Exposições, Fabio Cypriano, 1º de abril de 2006
- 2006 - Fluxus – Bienart: A poética do banal, Daniel Horta, setembro de 2006
- 2005 - Estado de São Paulo - Caderno 2: Pinturas feitas com os materiais do dia a dia, Camila Molina.
- 2005 - Dorival Teixeira: Uma visita ao Alaska
- 2000 - Sonia Leal Guedes do Nascimento: Parecer sobre a vida intelectual de Rubens Espírito Santo
- 2004 - Rubens Eduardo Frias: Paranóia, mistificação e talento – Espaço Cultural Helena Calil em São José dos Campos
- 2003 - Jornal Vale paraibano, São José dos Campos, SP:  Arte inspirada no útero: Sobre a exposição do Sesc da Avenida Paulista, 5 de março de 2003
- 2002, Jornal Vale Paraibano – São José dos Campos, SP: A arte filosófica de Rubens Espírito Santo